# Bobok
Bobok: le memorie di un tale (in russo Бобок: Записки одного лица?, Bobok: Zapiski odnogo lica), o più semplicemente Bobok,  è un racconto di Fëdor Dostoevskij scritto nel 1873 e pubblicato in Diario di uno scrittore.

## Trama
Il racconto si presenta come estratto dalle memorie di uno scrittore frustrato di nome Ivan Ivanovič, il quale non riesce a trovare un editore disposto a pubblicare i suoi romanzi e i suoi feuilleton, ed è quindi costretto a vivere di traduzioni dal francese, di annunci per mercanti e frivoli libretti. In una fredda giornata di ottobre, si trova per caso in un cimitero e assiste alla sepoltura di alcuni cadaveri; a un certo punto, rimasto ormai solo, inizia a sentire delle strane voci provenienti dalle tombe: sono le voci dei defunti. E sente uno di loro rivelare ai nuovi arrivati, ovvero coloro che sono stati seppelliti il giorno stesso, che pur essendo morti è loro possibile parlare e comunicare, giocare, prendersi in giro e criticarsi; in particolare, secondo la teoria di un dotto e filosofo naturalista Platon Nikolaevič, sepolto anche lui in quel cimitero, i defunti si trovano in questa condizione intermedia tra vita e morte per qualche settimana o addirittura per qualche mese, nonostante la decomposizione dei loro corpi: è emblematico il caso di uno dei cadaveri che si "risveglia" ogni sei settimane circa e borbotta qualcosa senza senso, "bobòk" (da cui prende il titolo il racconto), e che, tuttavia, dimostra che vi è ancora in lui una piccola e impercettibile scintilla di vita.

## Personaggi
- Ivàn Ivànovič: scrittore deluso e insoddisfatto, si guadagna da vivere traducendo dal francese per i librai, scrivendo annunci pubblicitari e panegirici su commissione. Ha l'intenzione di raccogliere in un'opera i migliori motti di Voltaire, ma è già conscio del fatto che nessun editore gli permetterà di pubblicarlo, come già avvenuto in passato per i suoi romanzi.
- Vasilij Vasilevič Pervoedov: general-maggiore. Non rinuncia alla sua dignità di graduato e anzi protesta severamente contro la proposta di Klinevič di abbandonare ogni senso del pudore e di smettere di vergognarsi di fronte agli altri. Il suo cognome significa "colui che mangia per primo".
- Semën Evseič Lebezjàtnikov: sicofante, consigliere di corte adulatore e odioso, si fa portavoce del generale Pervoedov ed è lui a esporre ai nuovi arrivati la teoria di Platon Nikolaevič sulla vita temporanea dopo la morte.
- Avdot'ja Ignàt'evna: nobildonna, è molto irritabile e litiga con gli altri morti, soprattutto con il generale Pervoedov e con il bottegaio, accanto al quale giace. La proposta di Klinevič la entusiasma e dichiara di avere un forte desiderio di abbandonare il senso di vergogna.
- Pëtr Petrovič Klinevič: giovane barone, un "furfante del bel mondo", come si autodefinisce.  Si lamenta di aver dovuto sottostare alle limitazioni imposte dalla morale e dalla società durante la sua vita. È lui a fare la proposta di abbandonare ogni senso di vergogna e di comunicare senza mentire.
- Katiš' Berèstova: ragazza quindicenne, biondina, di buona famiglia; Klinevič allude a una sua precedente relazione con la ragazza.
- Platòn Nikolàevič: dotto e filosofo naturalista, formula la teoria che spiegherebbe il fatto che i morti comunichino tra di loro. Secondo tale teoria, la morte definitiva viene ritardata ed esiste un periodo intermedio nel quale è possibile ancora pensare e comunicare.
- il bottegaio: unico defunto che si dimostra decoroso e non cinico; è ancora legato ai ricordi terreni e familiari, tant'è che aspetta con ansia il ritorno dei suoi cari, la moglie e i figli, presso la sua tomba in occasione del quadragesimo. Sembra accettare la morte come un sacramento e interpreta quanto accade a coloro che gli stanno intorno come il manifestarsi delle tribolazioni delle loro anime depravate[1].
- Tarasevič: settantenne consigliere segreto, in vita ha rubato i fondi pubblici destinati ad aiutare vedove e orfani. Muore appena dopo la scoperta del reato di peculato da lui commesso.

## Contenuti
Il filosofo e critico letterario Michail Bachtin ha definito Bobok il microcosmo dell'intera produzione artistica di Dostoevskij. Infatti, pur essendo uno dei racconti più brevi dell'autore russo e tra i meno conosciuti, fu scritto nel periodo della maturità e contiene e ingloba le più importanti immagini, tematiche e idee del pensiero di Dostoevskij: l'idea che tutto sia permesso senza Dio, fulcro de I fratelli Karamazov, il tema della confessione senza pentimento e della verità senza vergogna, il tema della sensualità che penetra le più alte sfere della coscienza e dell'io.
Nonostante non vi sia il modo e il tempo di delineare approfonditamente i ritratti dei personaggi, come invece accade in tutte le opere maggiori, tuttavia in loro è possibile rivedere e riconoscere i grandi protagonisti dei romanzi e dei racconti precedenti: Klinevič, ad esempio, riporta alla memoria le figure di Svidrigàjlov (Delitto e castigo), del principe Valkovski (Umiliati e offesi) e di Fëdor Pavlovič (I fratelli Karamazov); il narratore stesso, pur nella sua indeterminatezza, può essere visto come variante dell'uomo del sottosuolo. O ancora, la proposta avanzata da Klinevič di raccontare ogni cosa e a gran voce senza alcuna vergogna e accolta con grande entusiasmo da tutti, è già presente nelle pagine de L'idiota: Ferdyščenko, infatti, alla festa di compleanno di Nastas'ja Filippovna, propone agli ospiti di raccontare l'azione peggiore, la più crudele, mai commessa in vita.